# Miroculis colombiensis
Miroculis colombiensis is een haft uit de familie Leptophlebiidae. De wetenschappelijke naam van de soort is voor het eerst geldig gepubliceerd in 1983 door Savage & Peters.
De soort komt voor in het Neotropisch gebied.